# Hounds of Love (film)
Hounds of Love is een Australische film uit 2016, geschreven en geregisseerd door Ben Young. De film ging op 1 september in première op het filmfestival van Venetië in de sectie Giornate degli Autori.

## Verhaal
In Perth, midden jaren 1980, verdwijnen regelmatig jonge vrouwen maar de mensen in de omgeving hebben geen vermoeden dat hun verdwijning het werk is van een duo seriemoordenaars, namelijk het koppel John en Evelyn White. Ze pikken willekeurig jonge vrouwen op straat op. Op een dag ontvoeren ze de rebelse zeventienjarige tiener Vicky Maloney. Terwijl de politie denkt dat de tiener van huis is weggelopen, wordt Vicky mishandeld door het gestoord echtpaar. Vicky realiseert zich dat de enige manier waardoor ze kan overleven is door een breuk tussen het koppel te veroorzaken.

## Rolverdeling
| Acteur              | Personage |
| ------------------- | --------- |
| Emma Booth          | Evelyn    |
| Ashleigh Cummings   | Vicky     |
| Stephen Curry       | John      |
| Susie Porter        | Maggie    |
| Harrison Gilbertson | Jason     |
| Fletcher Humphrys   | Gary      |
| Damian De Montemas  | Trevor    |

## Productie
Hounds of Love is de debuutspeelfilm van de Australische acteur-schrijver-regisseur Ben Young. Ashleigh Cummings won de Premi Fedeora voor beste actrice op het filmfestival van Venetië en de film won ook twee prijzen op het Brussels International Film Festival, namelijk de Grand Prix voor beste debuutfilm voor Ben Young en voor beste actrice voor Emma Both. De film kreeg positieve kritieken van de filmcritici met een score van 100% op Rotten Tomatoes.

## Prijzen en nominaties
De belangrijkste:
| Jaar | Prijs                                | Categorie                        | Genomineerde(n) | Uitslag  |
| ---- | ------------------------------------ | -------------------------------- | --------------- | -------- |
| 2016 | Filmfestival van Venetië             | Premi FEDEORA voor beste actrice | Asleigh Cummins | Gewonnen |
| 2016 | Brussels International Film Festival | Grand Prix voor beste debuutfilm | Ben Young       | Gewonnen |
| 2016 | Brussels International Film Festival | Grand Prix voor beste actrice    | Emma Booth      | Gewonnen |